# Yōichi Asano
Yōichi Asano (浅野 洋一, Asano Yōichi) est un photographe japonais, actif dans les années 1930.